# Черничка (приток Оки)
Черничка — река в Меленковском районе Владимирской области России. Исток — у посёлка Пановский, протекает в северо-восточном и восточном направлениях, впадает (слева) в Оку у села Ляхи. Длина — 15 км, площадь водосборного бассейна — 61 км².

## Населённые пункты на реке
Посёлок Пановский, деревни Дубцы, Фурсово, Крутая, Черниченка и село Ляхи.

## Данные водного реестра
По данным государственного водного реестра России относится к Окскому бассейновому округу, водохозяйственный участок реки — Ока от впадения реки Мокша до впадения реки Тёша, речной подбассейн реки — бассейны притоков Оки от Мокши до впадения в Волгу. Речной бассейн реки — Ока.
По данным геоинформационной системы водохозяйственного районирования территории РФ, подготовленной Федеральным агентством водных ресурсов:
- Код водного объекта в государственном водном реестре — 09010300112110000030251
- Код по гидрологической изученности (ГИ) — 110003025
- Код бассейна — 09.01.03.001
- Номер тома по ГИ — 10
- Выпуск по ГИ — 0